# Hochöfen von Belval

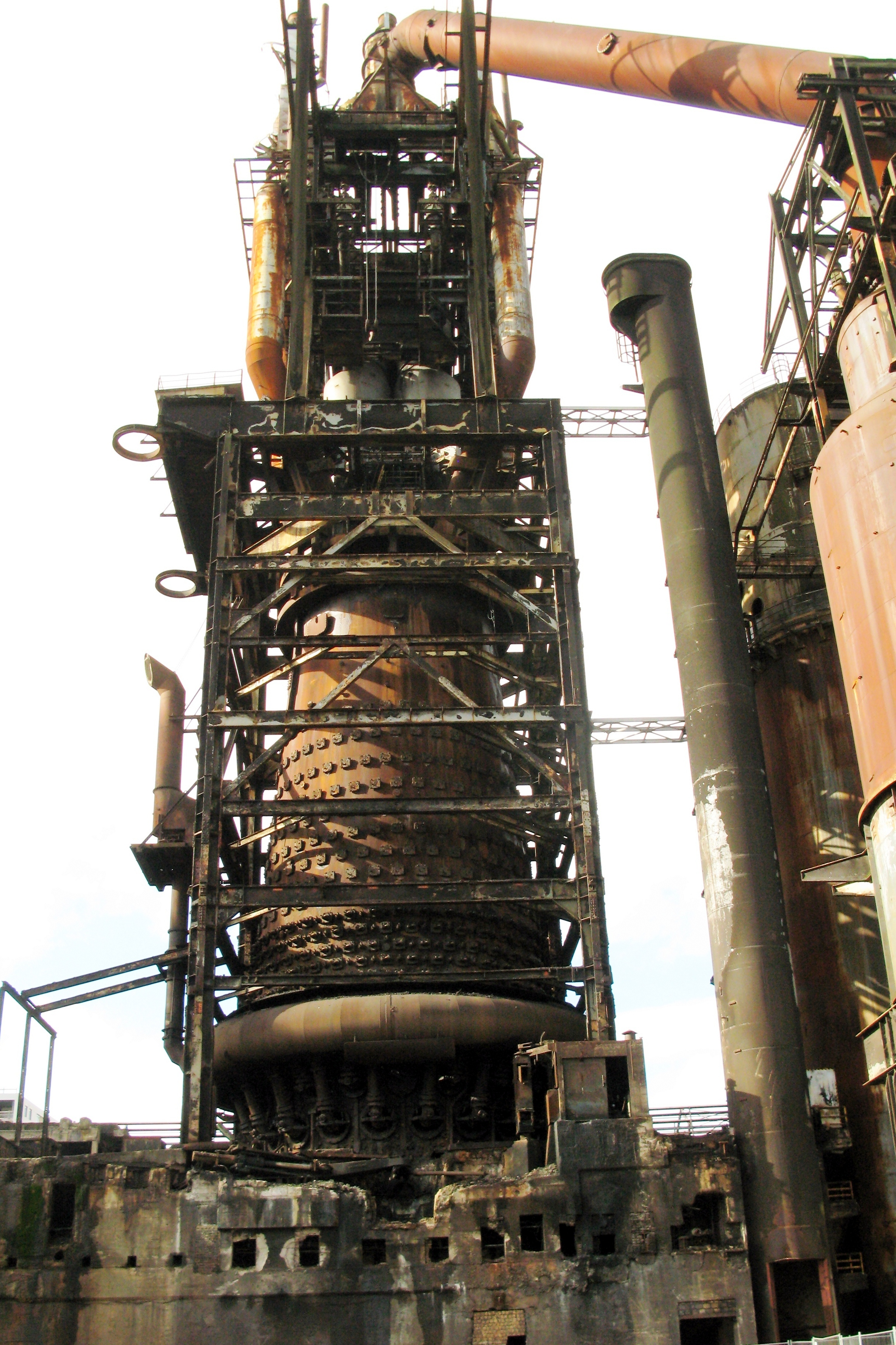
Freistehender, 1997 stillgelegter Hochofen B der Adolf-Emil-Hütte

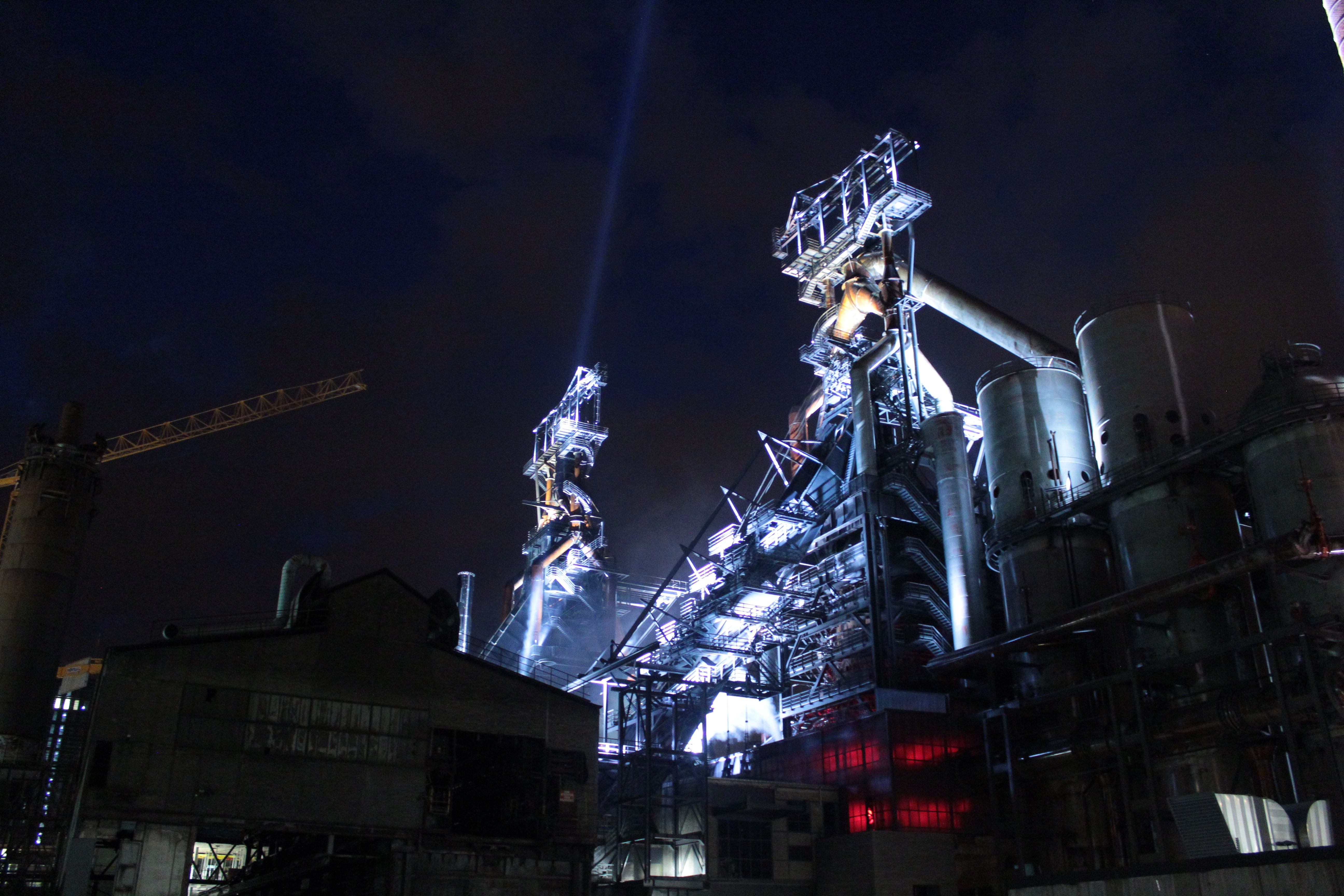
Speziell illuminierte Hochöfen A und B

Die Hochöfen von Belval (lux.: Héichiewen Belval) befinden sich im ehemaligen Industriegebiet Belval in der luxemburgischen Stadt Esch-sur-Alzette und waren von 1911 bis 1997 aktiv und die zwei erhaltenen, Hochofen A und B, sind seit 2000 als Industriedenkmale geschützt (nationales Monument).

## Geschichte
1909 erwarb die Gelsenkirchener Bergwerks-AG von der Stadt Esch-sur-Alzette den Stadtwald Escher Bësch bzw. Clair-Chêne. Es wurden 39 Hektar Wald für den Bau der Belval-Eisenhütte gerodet. Das Werk bestand ursprünglich aus sechs Hochöfen, einem Stahlwerk und mehreren Walzstraßen und galt seinerzeit als modernstes Werk Europas. Die ersten beiden Hochöfen wurden am 30. Oktober 1911 angefahren. Im Jahr 1913 produzierte die Hütte in Belval etwa 361.000 Tonnen Stahl. Durchschnittlich arbeiteten dort täglich 3000 Menschen. Ab 1919 wurde von einer Gruppe Luxemburger, belgischer und französischer Staatsbürger die Société Métallurgique des Terres-Rouges zwecks Übernahme der Werke und Minen der Gelsenkirchener Bergwerks AG gegründet. 1937 wurde die Hütte durch den 1911 gegründeten Luxemburger Stahlkonzern ARBED (Aciéries Réunies de Burbach-Eich-Dudelange SA, heute ArcelorMittal) übernommen. 1965 wurde der Hochofen A mit einer Tageskapazität von 2300 Tonnen Roheisen in Betrieb genommen (Bauhöhe 82 Meter), 1970 der Hochofen B mit einer Tageskapazität von 3000 Tonnen (Bauhöhe 90 Meter). 1973 waren 7000 Arbeiter in Belval beschäftigt. 1979 folgte die Inbetriebnahme des Hochofens C mit einer Tageskapazität von 4300 Tonnen. Bereits 1995 wurde der Hochofen C wieder stillgelegt und verkauft, 1996/97 abgebaut und nach China an die Kunming Iron&Steel Group Co Ltd (KISCO) gesendet. 1996 erfolgte die Umstellung auf Elektrostahl (Elektrostahlofen) und 1997 die Stilllegung des Hochofens B, welcher der letzte noch aktive Hochofen in Luxemburg war. Durch die Stilllegung der Hochöfen in Belval wurde eine Fläche von etwa 120 Hektar für die zukünftige Stadtplanung in Esch-sur-Alzette frei. 2000 wurden die noch bestehenden Hochöfen A und B in Belval als Industriedenkmal eingestuft. Die Belval-Entwicklungsgesellschaft Agora wurde 2000 gegründet und 2001 folgte der Regierungsbeschluss für den Bau der Cité des Sciences. 2002 wurde der Fonds Belval gegründet. Am 4. Juli 2014 fand die festliche Einweihung der renovierten Hochöfen und ihrer Außenanlagen statt. Das ARBED-Stahl- und Walzwerk im östlichen Teil des Standorts – heute ArcelorMittal Esch-Belval – ist noch aktiv. Auf der restlichen Fläche entwickelt sich ein neues Wohnquartier und finden eine Vielzahl von Unternehmen Platz sowie ein Standort der Universität Luxemburg (Cité des Sciences, de la Recherche et de l’Innovation).
Für die Erhaltung der Zeitzeugen der Industriekultur engagiert sich der Hochöfen-Freundeskreis Amicale des Hauts Fourneaux PAB.

## Lage
Das Gelände Belval breitet sich aus in einer Länge von etwa zwei Kilometer von Beles in Richtung Raemerich und über eine Breite von etwa 800 m von der Escher Straße in Beles in Richtung Belval Usines. Die Minen und die Hüttenwerke sind bis auf das heute noch produzierende Walzwerk geschlossen.